# سفارة تركمانستان لدى السعودية
سفارة تركمانستان لدى السعودية هي الممثلية الدبلوماسية العليا لدولة تركمانستان لدى المملكة العربية السعودية. تقع السفارة في حي الورود في الرياض.